# The Harsh Light of Day
The Harsh Light of Day (A forte luz do dia) é o terceiro álbum de estúdio da banda americana de rock Fastball, lançado em 19 de Setembro de 2000.
O álbum não foi tão bem sucedido quanto seu antecessor, All the Pain Money Can Buy, contrariando as expectativas de Tony Scalzo, sendo o último álbum da banda com a Hollywood Records.
Miles Zuniga chegou a deixar a banda durante as atividades promocionais do álbum e mudou-se para Nasville, Tennessee, mas retornou logo depois.
O álbum incluí o sucesso "You're an Ocean", único single do disco e que foi tocado pela própria banda num episódio de Charmed. Até janeiro de 2004, o álbum havia vendido cerca de 85.000 cópias.

## Faixas
1. "This Is Not My Life" (Isso não é a minha vida)
2. "You're An Ocean" (Você é um oceano)
3. "Goodbye" (Adeus)
4. "Love Is Expensive and Free" (Amor é caro e livre)
5. "Vampires" (Vampiros)
6. "Wind Me Up" (')
7. "Morning Star" (Estrela da Manhã)
8. "Time" (Tempo)
9. "Dark Street" (Rua escura)
10. "Funny How It Fades Away" (Engraçado como isso se enfraquece)
11. "Don't Give Up On Me" (Não desista de mim)
12. "Whatever Gets You On" (O que quer que te anime)

### Faixas bônus
1. "The Way" (ao vivo) (O caminho)
2. "Emotional" (Emocional)
3. "Love Doesn't Kill You" (demo) (Amor não te mata)